# Airbus A310 MRT
Airbus A310 MRT (Multi Role Transport) – adaptacja dla celów transportu wojskowego samolotu A310-300 firmy Airbus, powstała w latach dziewięćdziesiątych XX w. przy współpracy niemieckiej firmy Lufthansa Technik. Od wersji podstawowej różni się przede wszystkim dużą boczną klapą przedziału ładunkowego, zajmującego 2/3 przedniej części kadłuba. Brak jest tylnej rampy ładunkowej charakterystycznej dla samolotów konstruowanych jako transportowe. Tylną część zajmuje przedział pasażerski dla 57 osób. Zasięg samolotu przy 30 tonach ładunku – 6500 km, przy 10 tonach ładunku – 11500 km.
Airbus A310 MRTT (Multi Role Transport Tanker) – adaptacja A310-300 na latający tankowiec. Przebudowy dokonano w roku 2003 w zakładach Elbe Flugzeugwerke w Dreźnie; maszyna weszła do eksploatacji w Luftwaffe, obecnie 4 sztuki.
Airbus CC-150 Polaris – trzy Airbusy A310-304 MRT dla Canadian Forces Air Command (obecnie Royal Canadian Air Force), dwa wykorzystywane jako samoloty transportowe, 15001 przystosowano do transportu VIP. W 2013 samolot wykorzystywany przez rząd podczas oficjalnych wizyt zostanie przemalowany z jednolitego dla Polarisów szarego, wojskowego malowania na barwy państwowe.
Airbus CC-150T Polaris – konwersja CC-150 na samoloty transportowo-tankujące, 2 sztuki (15004 i 15005) wyposażono w po dwa zasobniki podskrzydłowe Mk32B do tankowania w locie.
Airbus posiada także jednego testowego A310-304 MRTT (rejestracja EC-HLA), który wyposażono w sztywny podajnik do tankowania ARBS stosowany na Airbus A330 MRTT.

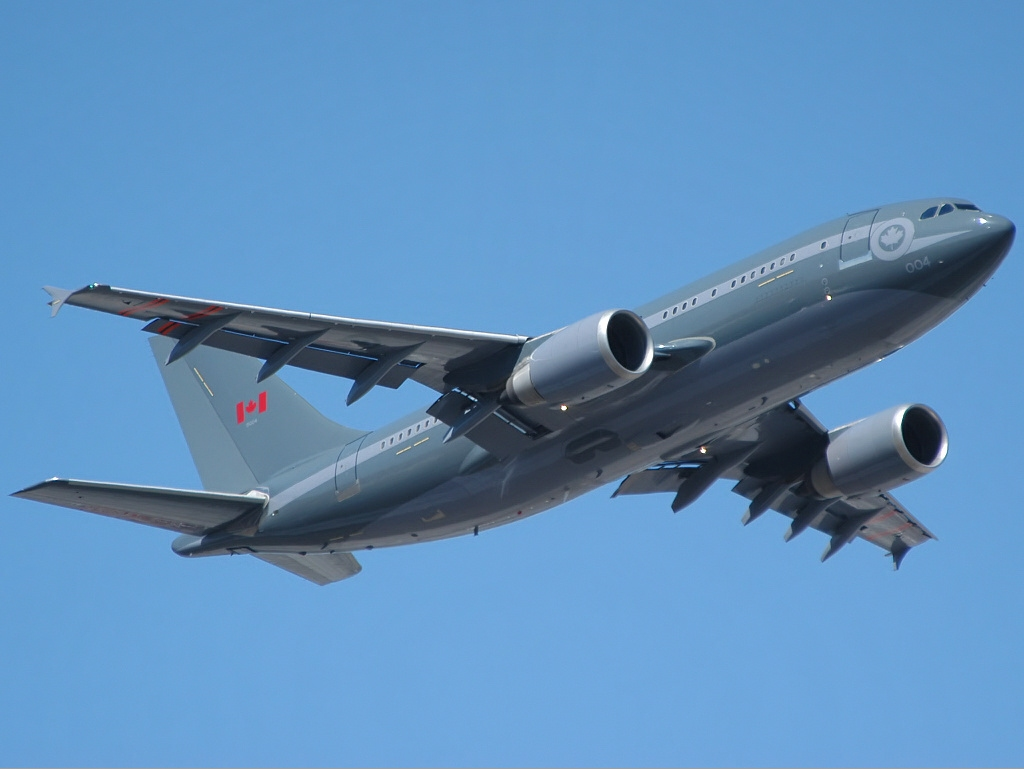
CC-150 Polaris